# دينيش كارثيك
دينيش كارثيك (1 يونيو 1985 في الهند - ) هو لاعب كريكت هندي. شارك مع منتخب الهند الوطني للكريكت ومنتخب الهند الوطني للكريكت تحت 19 سنة. أما مع النوادي، فقد لعب مع كلكتا نايت رايدرز ورويال تشالنجرز بنغالور ومومباي إنديانز وSouth Zone cricket team (Bangladesh) ‏ وTamil Nadu cricket team ‏ وبنجاب كينغز ودلهي كابيتالز.

## وصلات خارجية
- دينيش كارثيك على موقع إي آس بي آن كريك إنفو (الإنجليزية)